# Hans Brachrogge
Hans Brachrogge (* um 1590; † nach 1638) war ein dänischer Musiker und Komponist.

## Leben
Brachrogge kam als Chorknabe an den Hof König Christians IV. Er lernte bei dem Hoforganisten Melchior Borchgrevinck. Von 1602 bis 1604 war er als Schüler von Giovanni Gabrieli in Venedig. 1611 wurde er Sänger der Hofkapelle. Von 1611 bis 1614 unternahm er mit Mogens Pedersøn und Jacob Ørn eine Studienreise nach England. Nach seiner Rückkehr gab er 1619 die Madrigaletti a 3 voci. Libro primo heraus. Ein offenbar geplanter zweiter Band ist wohl nie erschienen. 1621 erhielt er eine Stelle in Roskilde, wurde jedoch bis 1638 weiter als Mitglied der Hofkapelle geführt.